# 汪東洋
汪東洋（1499年—？），字德涵，號伯海，四川成都府綿州人，民籍，明朝政治人物。

## 生平
嘉靖七年（1528年）戊子科四川鄉試第三十二名舉人，十一年（1532年）中式壬辰科會試第一百三名，三甲第一百五十二名進士。兵部觀政，授兵部主事，升員外郎，出為山東按察司僉事。

## 家族
曾祖汪思奉；祖父汪志訓；父汪昌，驛丞。嫡母何氏；生母陳氏。嚴侍下。弟汪東海、汪東瀛、汪東洲。